# 武莱姆
武莱姆（法語：Voulême，法語發音：[vulɛm]）是法国新阿基坦大区维埃纳省的一个市镇，属于蒙莫里永区。

## 地理
武莱姆（46°5'57"N, 0°13'53"E）面积11.12 平方千米，位于法国新阿基坦大区维埃纳省，该省份为法国中西部省份，北起曼恩-卢瓦尔省和安德尔-卢瓦尔省，西接德塞夫勒省，南至夏朗德省，东南接上维埃纳省，东临安德尔省。
与武莱姆接壤的市镇（或旧市镇、城区）包括：莱萨德若、泰泽艾济、利藏、圣戈当、瓦勒德孔波尔泰。

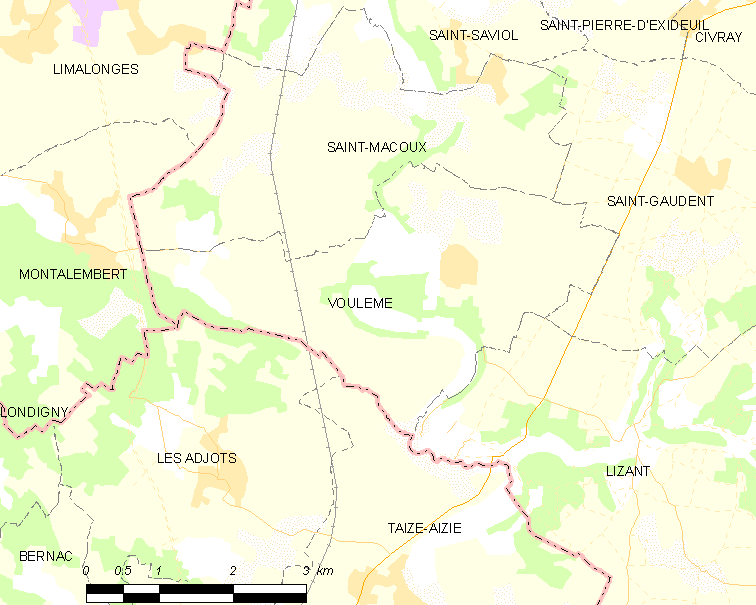
武莱姆的OSM定位图

武莱姆的时区为UTC+01:00、UTC+02:00（夏令时）。

## 行政
武莱姆的邮政编码为86400，INSEE市镇编码为86295。

## 政治
武莱姆所属的省级选区为锡夫赖县。

## 人口

1962-2008年间武莱姆人口变化图示

武莱姆于2022年1月1日时的人口数量为394人。